# Pedro Pascual Gandarias
Pedro Pascual de Gandarias y Navea (1848 - 1901) fue un industrial español.
Padro Pascual Gandarias fue un industrial y emprendedor vizcaíno que participó e impulsó la industrialización de  Vizcaya, el País Vasco y España. Se emparentó por matrimonio con la familia Durañona, importante propietaria y explotadora de minas de hierro, creando la sociedad Durañona y Gandarias, embrión de un gran emporio industrial que acrecentó su hijo Juan Tomás Gandarias.
Las figuras de Pedro Pascual Gandarias y de su hijo Juan Tomás son fundamentales para entender el desarrollo industrial y la identidad social de Vizcaya y del País Vasco a partir del siglo XIX.

## Biografía
Pedro Pascual Gandarias nació en la pequeña localidad vizcaína de Arrazua, vecina de Guernica y Luno, el 22 de octubre de 1843 hijo de Juan Tomás Gandarias y Zabala que explotaba la ferrería llamada "Huarca" del pueblo y de María Josefa de Navea y Altamira. 
Pedro pascual se trasladó a Portugalete para aprender sobre el hierro. Fue a casa de Juan Durañona Arrarte, uno de los suministradores de mineral de hierro de la ferrería de su padre e importante propietario y explotador de minas de hierro de la zona de la Margen Izquierda de la ría del Nervión. El 22 de octubre de 1868 se casa con Victoria Durañona y Santa Coloma, hija de Juan Durañona. El matrimonió se concreta en lo económico con los aportaciones de los contrayentes, Pedro Pascual aporta tres casas en Arrazua y sus pertenecidos, heredades y montes, y un molino harinero y Victoria aportó 62 mil reales.
Juan de Durañona, el mismo día de la boda, constituye con Pedro Pascual Gandarias la sociedad Durañona y Gandarias que se dedicará a la explotación de las minas de hierro que Juan Durañona tenía en los montes de Triano. Del matrimonio nacieron 5 hijos, Juan Tomas, Victoria, Sofía, Teresa y Ricardo. El matrimonio residió en Portugalete hasta el año 1870 que se traslada a Bilbao.
En 1870 Juan de Durañona da poder a Pedro Pascual para poder administrar e intervenir de forma absoluta en sus negocios. La Sociedad Durañona y Gandarias se convierte en una de las más importantes empresas de suministro de mineral de hierro del país.
Junto con otros empresarios y comerciantes vizcaínos como Víctor y Benigno Chávarri, José Ángel Olano, Federico Echevarría su propio suegro y su cuñado Vicente Durañona, participa en la fundación de la Sociedad Anónima Metalurgia y Construcciones La Vizcaya en el año 1882. Esta empresa, junto a Altos Hornos de Bilbao y La Iberia, sería el germen de la futura Altos Hornos de Vizcaya.
En octubre de 1888 Juan de Durañona denuncia a Pedro Pascual Gandarias de lucro indebido en las gestión de sus empresas y emprende acciones judiciales contra él. El pleito se resolvió 1895 cuando el Tribunal Supremo dicta sentencia en la que ordena liquidar la sociedad lo que obliga a repartir los bienes habidos.
En 1891 Pedro Pascual Gandarias participa en la fundación de "Talleres de Deusto S.A."  y al año siguiente forma parte de los empresarios que fundan en Basauri la empresa de hojalata "S.A. Basconia". Después de la sentencia del pleito contra su suegro da un fuerte impulso a sus empresas. Incrementa las minas de hierro que explota, bien comprando o arrendando pozos extendiendo su actividad a otras regiones españolas, como Córdoba. También explota empresas mineras mediante sociedades como la Sociedad Chávarri y Gandarias. Pedro Pascual Gandarias mantenía un nivel de producción media anual de mineral de hierro superior a las 100 mil toneladas métricas.
En 1888 participa en la fundación de la empresa de explosivos "Sociedad Anónima Vasco Asturiana" que en 1892 pasa a ser  "Sociedad Anónima Vasco Andaluza Asturiana" para pasar a denominarse Sociedad Industrial Asturiana Santa Bárbara, en 1895, y al año siguiente pasar a ser Unión Española de Explosivos. La producción principal de estas empresas era la pólvora y la dinamita imprescindible para la explotación minera. Como complemento a las empresas siderúrgicas en las que participaba Pedro pascual Gandarias intervino en el sector del carbón participando en la "Sociedad Anónima de Hulleras del Turón".
Participó activamente en otras muchas empresas como la Compañía Ferrocarril Bilbao-Portugalete, Sociedad Anónima Alcaracejos, Argentífera de Córdoba, Sociedad Anónima Los Almadenes o la Sociedad Anglo-Vasca de las Minas de Córdoba. En 1889 da poderes a su cuñado Manuel de Arispe y Acaiturri mediante el cual interviene en la fundación del "Banco de Comercio" en 1891 y participa como consejero en el "Banco de Bilbao" en 1901.
En 1885 toma parte, de forma modesta, en la "Compañía del Ferrocarril Amorebieta a Guernica Sociedad Anónima" llegando a presidir la misma en 1893 y prolongando la línea hasta la localidad costera de Pedernales donde Pedro Pascual era propietario de la isla de Chacharramendi la cual, de forma pionera, abrió al turismo con el establecimiento de un hotel, llamado "hotel Chacharramendi" en 1896.
El 14 de febrero de 1901, Pedro Pascual Gandarias muere en su domicilio de Bilbao a los 58 años de edad. Se entierra en su pueblo natal, en Arrazua al que siempre estuvo unido, en un panteón obra del escultor Nemesio de Mogrovejo. Una nota necrológica decía 

uno de los elementos más poderosos que han contribuido a la prosperidad y al engrandecimiento de Vizcaya.

## La vida social
Pedro Pascual Gandarias formó parte de la plutocracia vizcaína del siglo XIX. Es uno de los fundadores de la "Cámara de Comercio Industria y Navegación de Bilbao" el 28 de mayo de 1886. Fue promotor del "Círculo Minero de Bilbao" participando en su fundación en 1886. Fue vicepresidente de la "Liga Vizcaína de Productores y su Presidente" en 1900 y Junta de Obras del Puerto de Bilbao donde en el muelle de Olaveaga tenía un gran cargadero de mineral.
Fue nombrado "Caballero de la Gran Cruz de Isabel la Católica" y políticamente era liberal, como su amigo Víctor Chávarri y apostó por el librecomercio aunque posteriormente prefirió el proteccionismo. Políticamente no fue activo participando solamente en el ayuntamiento de Portugalete antes de 1874.